# Cordyceps loushanensis
Cordyceps loushanensis är en svampart som beskrevs av Z.Q. Liang & A.Y. Liu 1997. Cordyceps loushanensis ingår i släktet Cordyceps och familjen Cordycipitaceae.   Inga underarter finns listade i Catalogue of Life.